# 깊은 잠
깊은 잠 또는 빅 슬립(The Big Sleep, 1939)은 미국계 영국 작가 레이먼드 챈들러의 하드보일드 범죄 소설로, 필립 말로 형사가 처음으로 등장한다. 이 작품은 1946년(명탐정 필립)과 1978년(빅 슬립 (1978년 영화))에 두 번 영화로 각색되었다. 이야기의 배경은 로스앤젤레스이다.
이야기는 캐릭터가 서로 배신하고 내러티브 전반에 걸쳐 비밀이 드러나는 등 복잡성으로 유명하다. 제목은 죽음에 대한 완곡한 표현이다. 책의 마지막 페이지에는 "깊은 잠을 자는 것"에 대한 반추가 나와 있다.
1999년 이 책은 르 몽드 선정 '세기의 책 100선' 중 96위에 선정되었다. 2005년에는 타임지가 선정한 '최고의 소설 100선'에 선정되었다.